# Cascades Malanda
Les cascaades Malanda són unes cascades al riu Johnstone Nord, situada a la regió dels Tablelands al Far North de Queensland, Austràlia.

## Localització i característiques
Les caigudes d'aigua es troben a l'altiplà Atherton, a prop de la ciutat de Malanda. Es troben dins del Parc de conservació de les cascades Malanda. El riu Johnstone nord és propens a importants inundacions en època humida. Hi ha dues caminades de 20 minuts a la selva circumdant amb possibilitat de veure un cangur arborícola (Dendrolagus).
El centre de visitants realitza excursions guiades amb guies aborígens. També té visualitzacions de la selva tropical, geologia i història de Malanda. El centre i el museu de visitants es van cremar el 2010 i es van reconstruir el 2013.

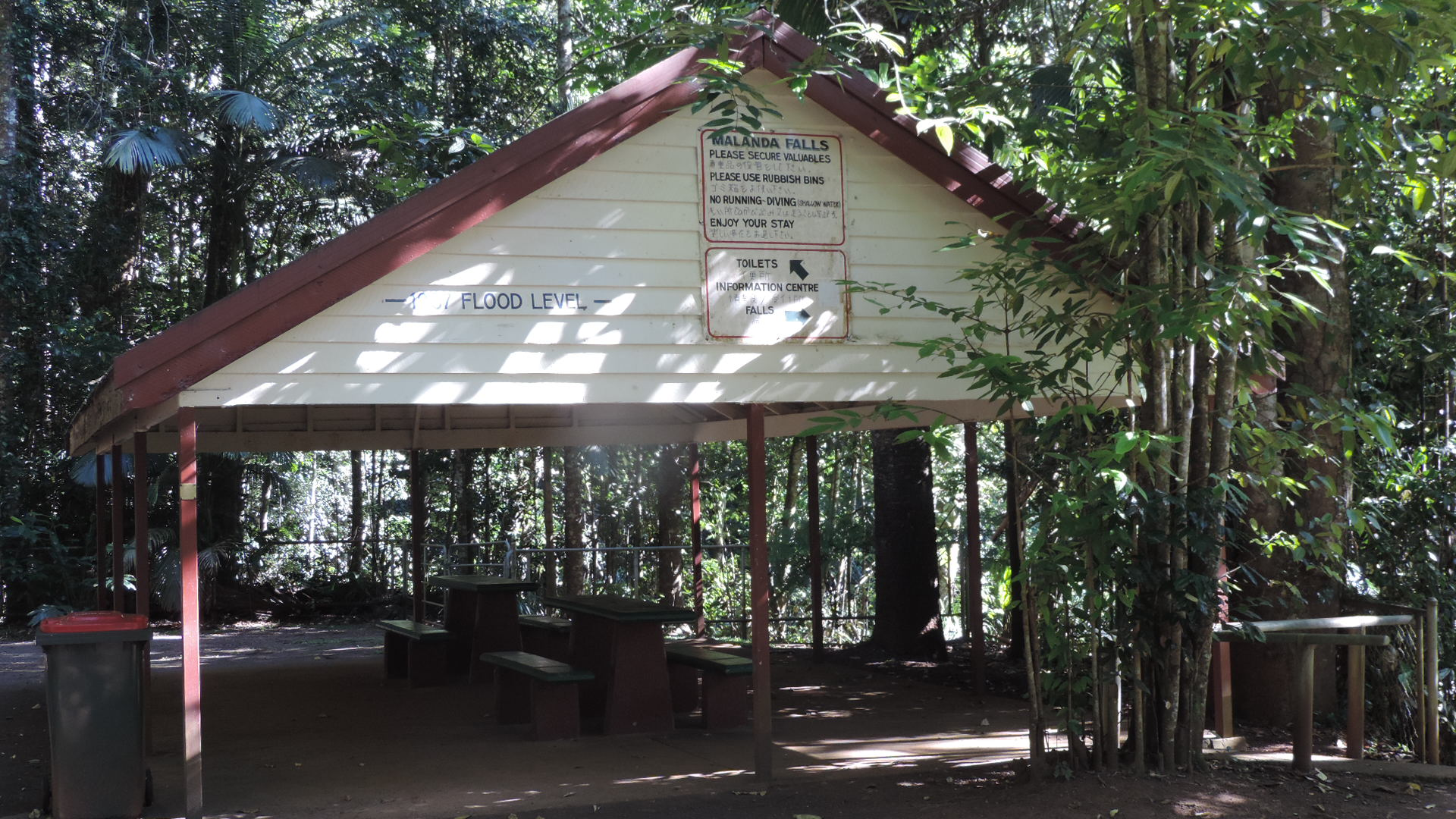
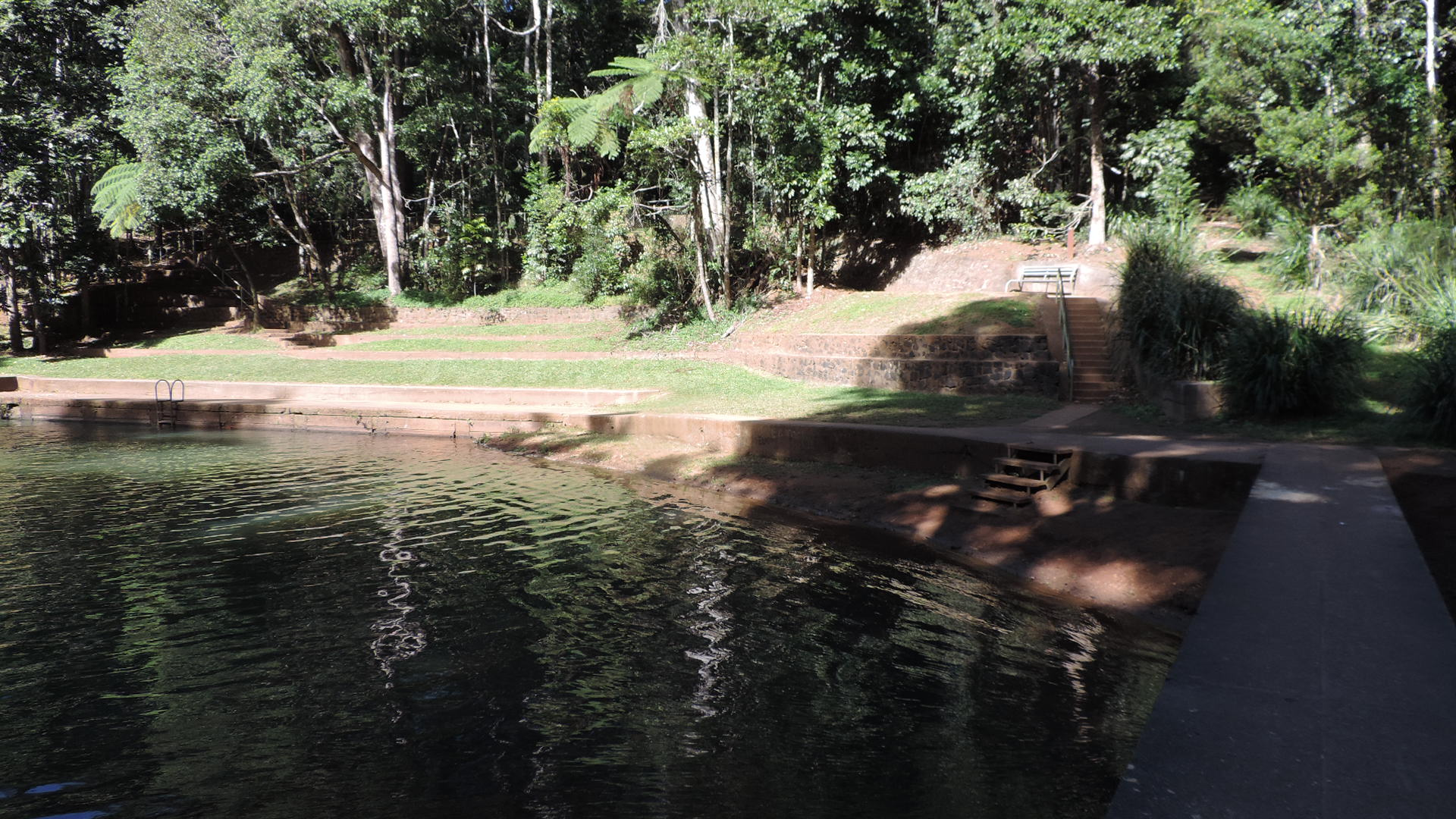

La piscina i la infraestructura associada són molt populars entre els locals i els turistes. La piscina de les cascades Malanda apareix al Registre del Patrimoni de Queensland com a exemple inicial d'infraestructura turística al nord de Queensland.